# Fentale (woreda)
Pour la montagne et le volcan, voir Fentale.
Fentale est un woreda de la zone Misraq Shewa de la région Oromia, en Éthiopie.
Le woreda a 81 740 habitants en 2007 avec Haro Adi pour principale agglomération, son centre administratif étant Metehara.
Le nord du woreda, limitrophe de la région Amhara et de la région Afar, abrite une partie du parc national d'Awash.

## Géographie
Situé principalement entre 900 et 1 000 m d'altitude [réf. souhaitée], le woreda entoure le lac Beseka, dans la vallée du Grand Rift, au nord-est de la zone Misraq Shewa, dans le bassin versant de l'Awash.
Son point culminant, le mont Fentale, se trouve au nord du woreda et fait partie du parc national d'Awash.
|                                   | Berehet (région Amhara) |                             |
| Menjarna Shenkora (région Amhara) | Fentale                 | Awash Fentale (région Afar) |
| Boset                             |                         | Merti (zone Arsi)           |

La canne à sucre est cultivée notamment à la Metahara Sugar Cane Plantation sur une superficie de 100 km2. Le pastoralisme est important avec l'élevage de bétail, de chèvres et de chameaux.
Les terres arables ne représentent que 8 % du territoire tandis que 55 % des terres sont considérées comme dégradées ou inutilisables, 8 % sont des pâturages et 29 % des forêts[réf. souhaitée].

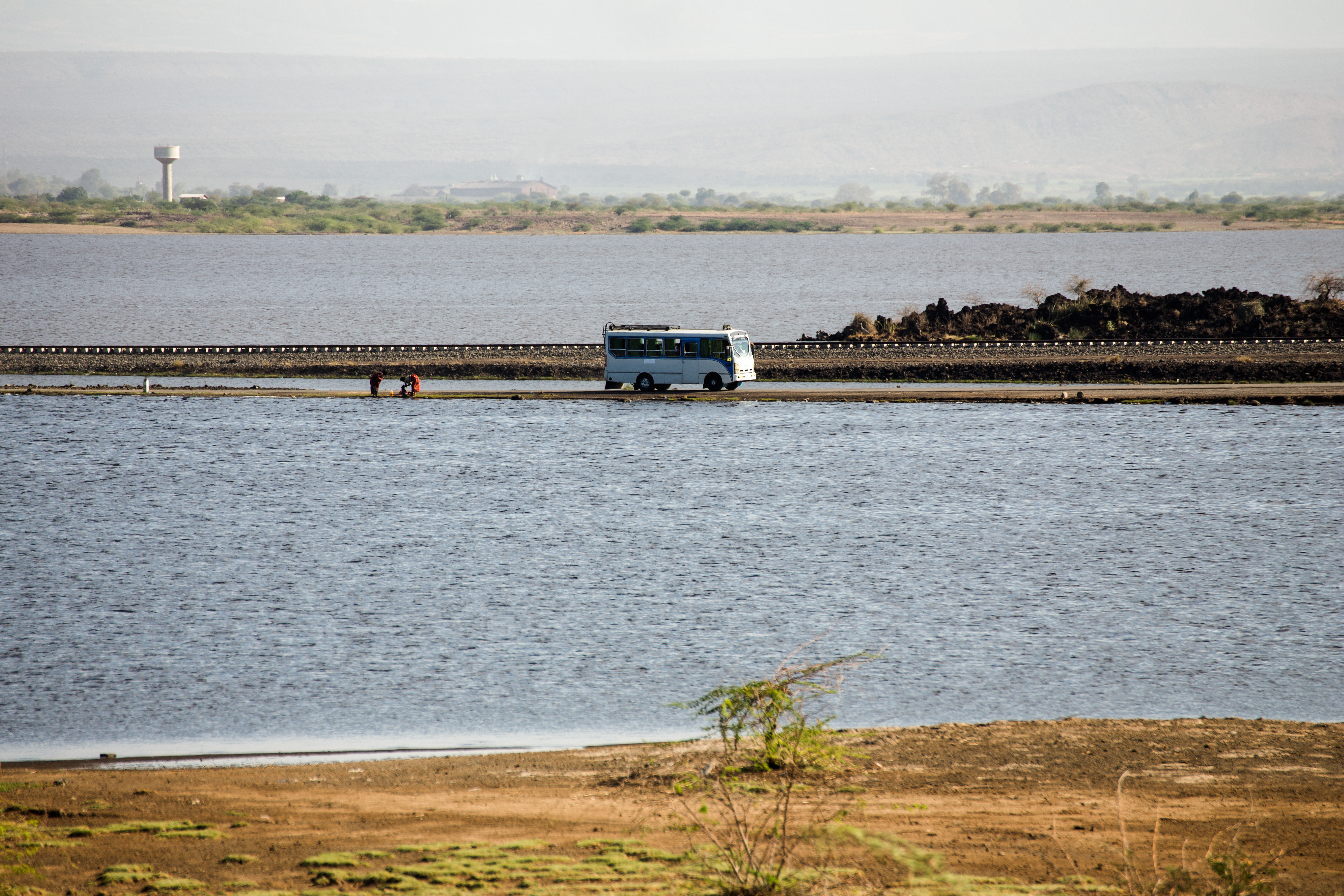
Route au bord du lac Beseka.

Les deux localités urbaines du woreda, Metehara et Haro Adi, sont sur les rives du lac Beseka.
La route A1 Adama-Awash et la ligne d'Addis-Abeba à Djibouti desservent Metehara, à une quinzaine de kilomètres d'Awash. Haro Adi se trouve quelques kilomètres plus au sud.

## Démographie
D'après le recensement national de 2007 réalisé par l'Agence centrale de statistique d'Éthiopie, le woreda compte 81 740 habitants et 25 % de la population est urbaine, la population urbaine comprenant 9 444 habitants à Metehara et 11 078 habitants à Haro Adi.
Avec une superficie de 1 170 km2[réf. souhaitée], le woreda a  une densité de population de 70 personnes par km2 en 2007 ce qui est inférieur à la moyenne de la zone.
En 2020, la population est estimée, par projection des taux de 2007, à 102 326 personnes.